# 京劇現代戲
京劇現代戲，指相對於傳統京劇和新編歷史京劇（古裝京劇）的現代京劇（時裝京劇），以京劇表現和刻劃現代人的生活，服裝（行頭）、道具（砌末）都現代化，以符合現在的時代，古裝改為現代的時裝，並致力於打破流派和行當的限制，臉譜也多半改為較生活化的淡粧（自然粧）。

## 歷史
最早可以上推到清末（1900年代），西方的新觀念（比如民主、自由、平等）和新事物湧入中國，而出現的一批穿著（西化）時裝演出的「時裝京劇」，題材相當多樣化，如《惠興女士》（1905年，譚鑫培和田際雲在北京合作創演）、《宋教仁》（周信芳創演）、《摩登伽女》（尚小雲創演）、《槍斃閻瑞生》（露蘭春創演）、《孽海波瀾》（梅蘭芳創演）、《紅菱豔》（馮子和創演）等。
1912年中華民國建國後，「時裝京劇」一度大流行，上面提到的幾齣時裝京劇，只有《惠興女士》是清末創作演出，有人認為加入「彈鋼琴唱歌」的時裝京劇《紅菱豔》（1917年在上海首演）是第一齣加上西樂伴奏的京劇（劇中還用了小提琴等西方弦樂器），也是第一齣加上西樂伴奏的時裝京劇。第一齣在北京首演的加上西樂伴奏的京劇和第一齣加上西樂伴奏的時裝京劇很可能是尚小雲創演的《摩登伽女》，使用小提琴和鋼琴，由楊寶忠擔任音樂指導和小提琴。
1949年10月1日中華人民共和國成立後，中國京劇院（2007年11月28日以後改中國國家京劇院）1958年在大躍進形勢下編演的《白毛女》一劇，是第一部以「京劇現代戲」為名的時裝京劇。
《白毛女》首開中華人民共和國建國後創作演出「京劇現代戲」（現代京劇）的先河，此後蔚然成風，新作品如雨後春筍，著名的有《黛諾》、《六號門》、《箭桿河邊》、《節振國》、《杜鵑山》、《蘆蕩火種》、《紅燈記》、《林海雪原》、《柯山紅日》、《紅嫂》、《惠嫂》、《櫃檯》、《洪湖赤衛隊》、《平原游擊隊》、《雪花飄》、《審椅子》等，多半是以工農兵為主角，描寫工農兵生活、階級鬥爭、革命的作品。
極左思潮和題材在「文化大革命」期間達到頂峰，這段期間的先後兩批「樣板戲」中，共有10部現代京劇，第一批是《智取威虎山》、《海港》、《紅燈記》、《沙家浜》、《奇襲白虎團》5部。第二批的五部現代京劇是《龍江頌》、《平原作戰》、《紅色娘子軍》、《杜鵑山》、《磐石灣》。
這些被列為樣板的京劇現代戲，得到「革命現代京劇」的稱號，並加上具有相當規模的管弦樂團搭配伴奏，汪人元在《京劇樣板戲音樂論綱》（人民音樂出版社，北京）一書裡考證，指出《智取威虎山》是第一出配上管弦樂（大）樂隊的現代京劇。隨著「樣板」的大力推行，現代京劇配上管弦樂大樂隊，也就變成一大潮流（近年古裝京劇也頗多配上管弦樂團或弦樂團）。當年弦樂隊的基本編制是43211，就是：4把第1小提琴；3把第2小提琴；2把中提琴；1把大提琴；1把低音提琴。
當年那些列為樣板，配上管弦樂大樂隊的「革命現代京劇」，都被拍成京劇電影，《智取威虎山》電影版的鼓師是張鑫海，琴師是蔣阿炳；《海港》電影版的鼓師是李朝貴（前期公演鼓師是高明亮），琴師是馬錦良（公演琴師是馬錦良和查長生）；《紅燈記》電影版的鼓師是庚金群，琴師是沈玉才；《沙家浜》電影版的鼓師是譚世秀，琴師是何順信和王永泉；《奇襲白虎團》電影版的鼓師是魯華（第8场）和張春明（第1、2、3、4、5、6、7场），琴師是畢可安（第1、4、5、6场）和蒋正均（第2、3、7、8场）；《平原作戰》電影版的鼓師是唐繼榮，琴師是林宗禔；《紅色娘子軍》電影版的鼓師是吳有禹，琴師是萬瑞興；《龍江頌》電影版的琴師是朱文龍，鼓師是董佑文；《杜鵑山》電影版的鼓師是史鎮鑫，琴師是燕守平；《磐石灣》電影版的鼓師是張鑫海，琴師是蔣阿炳。
文革結束後，還有《苗嶺風雷》、《刑場上的婚禮》、《紅雲崗》、《蝶戀花》、《高山下的花環》、《裘盛戎》、《風雪雲山路》等新的現代京劇問世。被拍成京劇電影的現代京劇還有《節振國》、《紅雲崗》、《苗嶺風雷》、《生死界》等。
隨著改革開放，極左色彩或漸淡化，近年仍有《映山紅》、《孔繁森》、《風雨同仁堂》、《江姐》、《法官媽媽》、《梅蘭芳》、《駱駝祥子》、《青春之歌》、《祥林嫂》、《北國紅菇娘》、《華子良》、《少年楊靖宇》、《熱血悲情》、《生死界》等新編京劇現代戲問世。
李寶春京劇團；台灣新舞台劇團團長、頭牌老生李寶春曾參與「文化大革命」期間列為樣板的現代京劇《杜鵑山》，飾演李石堅一角，該劇主要演員有楊春霞（青衣，琴師、作曲家林鑫濤的愛人）、馬永安（淨行）、劉桂欣（老旦）等，1974年搬上大銀幕，由錢江攝影，謝鐵驪導演。
1964年版現代京劇《杜鵑山》，劇本主要執筆是汪曾祺，音樂指導是徐蘭沅，唱腔設計是李慕良，淨行主演由裘盛戎擔任，青衣是趙燕俠，老旦是萬一英，主要老生是北京京劇團團長馬連良和演反派的馬長禮，這個沒有列為樣板的版本，周恩來觀看了公演，中央人民廣播電台做了全劇實況錄音和轉播。老旦萬一英、反派老生馬長禮也是後來革命現代京劇《沙家浜》的主要演員，另外2位是正生譚元壽和青衣洪雪飛。汪曾祺同時是《沙家浜》和它的前身《蘆蕩火種》的劇本主筆，《蘆蕩火種》和《沙家浜》唱腔設計都是李慕良主持（李慕良、陸松齡、唐在炘、熊承旭這個4人小組完成《蘆蕩火種》的唱腔設計），徐蘭沅擔任音樂指導。

## 京劇現代戲在台灣
1996年，李國修編導的《京戲啟示錄》使用了《智取威虎山》的片段，朱陸豪飾楊子榮。
2001年2月8日，北京中國京劇院（現在的中國國家京劇院）在台灣國立國父紀念館公演現代京劇《紅燈記》，是中國大陸京劇現代戲在台灣的首演，現代京劇《紅燈記》的這次台灣公演同時是樣板戲惟一的一次在台上演。
台灣僅有的2個公營京劇團：台灣國立國光劇團、台灣國立復興劇藝實驗學校；復興劇校附設京劇團（現台灣國立台灣戲曲學院附設京劇團）曾編演幾出現代京劇。
國立台灣戲曲學院京劇團在復興劇校京劇團時期曾創演現代京劇《阿Q正傳》（魯迅小說原著，吳興國領銜主演）。
國立國光劇團曾創演2部現代京劇：《廖添丁》（朱紹玉編腔作曲，范宗沛編曲配器，朱陸豪、唐文華、謝冠生；孟家主演，李小平導演）和《金鎖記》（張愛玲小說原著，李超編腔作曲，盧亮輝編曲配器，魏海敏主演，李小平導演）。
2007年，台灣國立國光劇團與國家交響樂團 (台灣)在台灣國家戲劇院合作了台灣史上第一部配大型西方管弦樂伴奏的京劇《快雪時晴》（李超創腔，鍾耀光編曲配器，簡文彬指揮，唐文華主演，李小平導演），裡面有部份現代劇情。
台灣的民營京劇團：台灣新舞台劇團（李寶春京劇團）也曾編演2部現代京劇：從1958年北京中國京劇院現代京劇《白毛女》改編的現代京劇《仙姑廟傳奇》（林鑫濤編腔作曲，李寶春主演）和從曹禺原著話劇劇本《原野》改編的現代京劇《原野》（朱紹玉編腔作曲，李寶春主演、執行導演，謝晉導演）。